# فرانك كوم
فرانك كوم (بالفرنسية: Franck Kom) (مواليد 18 سبتمبر 1991) هو لاعب كرة قدم كاميروني يلعب كوسط مدافع

## روابط خارجية
- فرانك كوم على موقع قاعدة بيانات كرة القدم.إي يو (الإنجليزية)
- فرانك كوم على موقع ناشيونال فوتبول تيمز (الإنجليزية)
- فرانك كوم على موقع Soccerway.com (الإنجليزية)
- فرانك كوم على موقع عالم كرة القدم.نت (الإنجليزية)
- فرانك كوم على موقع كووورة